# Малашкин, Сергей Иванович
Сергей Иванович Малашкин (4 [16] июля 1888 или 16 июля 1888, Тульская губерния — 22 июня 1988, Москва) — русский советский писатель и поэт.

## Биография
Родился в деревне Хомякове Авдуловской волости Ефремовского уезда Тульской губернии в крестьянской семье. С двенадцати лет работал батраком, служил мальчиком в лавке Чичкиных. В 1904 переехал в Москву, мыл бутылки в молочных заведениях. Участвовал в Московском вооружённом восстании 1905.
В 1908—1914 бродяжничал по России. Учился в церковно-приходской школе, в университете Шанявского.
В 1906—1915 — член РСДРП, с 1917 — член РКП(б). Начинал как поэт в 1916, после революции выпустил сборник стихов «Мускулы» (1918).
В 1920-х годах перешёл на прозу. Принадлежал к группе «Перевал», был активен на литературном поприще до начала 1930-х, принимал участие в Первом съезде советских писателей, но затем более чем на 20 лет отошёл от литературы. Пользуясь своей близостью к Молотову, с которым дружил с 1919, пытался помочь некоторым репрессированным, в том числе Льву Гумилёву.
После 1956 вернулся в литературу, но его романы не имели успеха. В 1969 был среди подписавших «письмо одиннадцати» против журнала «Новый мир».
С. И. Малашкин награждён орденом Октябрьской Революции, двумя орденами Трудового Красного Знамени и медалями.
Похоронен на Кунцевском кладбище в Москве.
Дочь — Вера, скульптор.
Зять — Сергей Дмитриевич Шапошников, скульптор.

## Творчество
Как писатель Малашкин известен в основном благодаря своей ранней повести «Луна с правой стороны» (1926), которая на примере группы комсомольцев отразила «явления морального разложения, свойственные тому времени, отчуждение руководящего партийного слоя от народа и идеалов революции». Повесть выдержала восемь изданий, была переведена на другие языки, бурно обсуждалась и вызвала резкую критику, стала объектом пародий.
Поздние романы Малашкина в соответствии с канонами социалистического реализма описывают восстановление народного хозяйства после войны, революционную деятельность рабочих в 1905 году и т. д.

## Сочинения
- Мускулы. — 1918; 2-е изд.: Н.-Новгород, 1919
- Мятежи: Стихи, книга 2-я. — Н.-Новгород: Нижегородский Губком РКП(б), 1920
- Старухи // Красная новь 1924 № 8-9
- Луна с правой стороны, или Необыкновенная любовь. — М.: МГ, 1927; в 1927—1928 — 7 изданий
- Наследство. — Харьков, 1926
- Больной человек. — М.: Молодая гвардия, 1928; 1929. — 88 с. — 2 000 экз.
- Две войны и два мира. — М: Молодая гвардия, 1927; 2-е изд., 1928.
- Записки Анания Жмуркина. — М.: МГ, 1927; 1928; 1967; в 2 кн. — 1968—69; 1978
- Сочинение Евлампия Завалишина о народном комиссаре и нашем времени. — [М.]: МГ, 1928
- Шлюха. — М.: Изд. Московского товарищества писателей, 1929. — 336 с., 4 200 экз.
- Марина. — М.: Недра, 1930
- Ханифа. — М.: Молодая гвардия, 1930
- Поход колонн. — М.: ОГИЗ, 1930; в 1930—1933 — 5 изданий.
- Горячее дыхание: рассказы. — М.: Недра, 1931. — 5 000 экз.
- За жизнью. Кн. 1. — М.: Моск. т-во писателей, 1933. — 254 с. — 10 200 экз.
- Девушки. — М., 1956; 1972; 3-е изд., дополн. — 1977
- Два бронепоезда: сборник рассказов. — М.: Молодая гвардия, 1958
- Хроника одной жизни. — Липецк, 1962; М.: Московский рабочий, 1966
- Крылом по земле. — М.: Советский писатель, 1963
- Петроград. — М.: Советский писатель, 1968
- Четверть века. — М., 1970
- Страда на полях Московии. — М.: Московский рабочий, 1972
- Город на холмах. — М.: Советский писатель, 1973
- Южнее Москвы. — М., 1975
- В поисках юности. — М.: Современник, 1983
- Избранные произведения в 2 томах. — М.: Художественная литература, 1988; 1993